# 荒平天神
荒平天神（あらひらてんじん）は鹿児島県鹿屋市天神町に位置する神社。正式な名称は菅原神社（すがわらじんじゃ）だが、通称の方が広く知られている。

## 概要
祭神は菅原道真公で旧社格は無格社。創建年代は不明だが、一説に天文年間（1532年 - 1555年）と伝えられており、昔から地元住民の崇敬が篤く毎月25日は縁日として多くの参拝者が訪れる。
県道68号線沿いにあって、海岸から海に突き出した岩山に建立されており、満潮時に海に浮かぶその様子から岩山は「天神島」とも呼ばれる。神社とその風景は「鹿屋八景」にも選ばれており、周囲を含めて風光明媚な場所となっている。

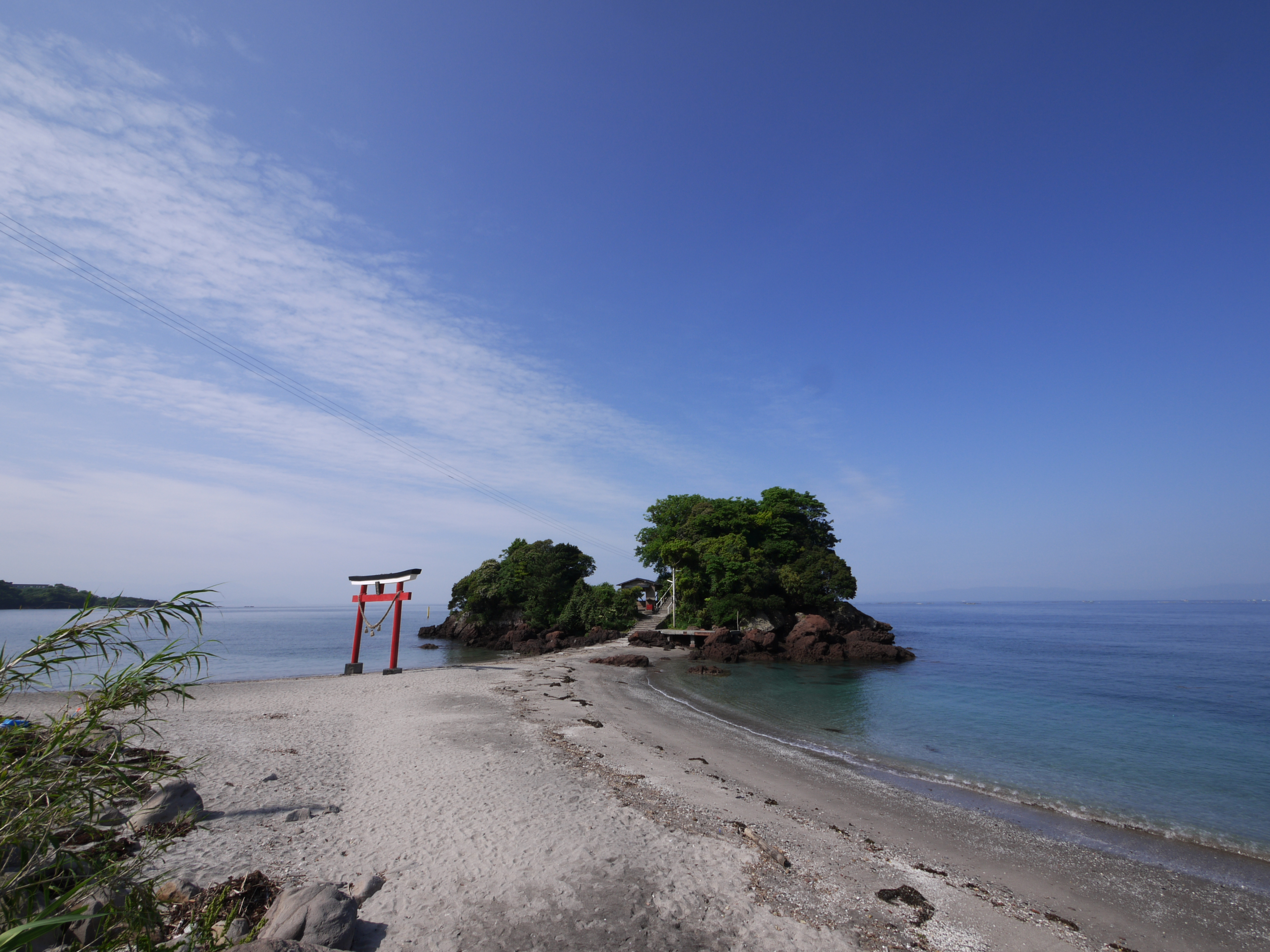
荒平天神（2015年5月）
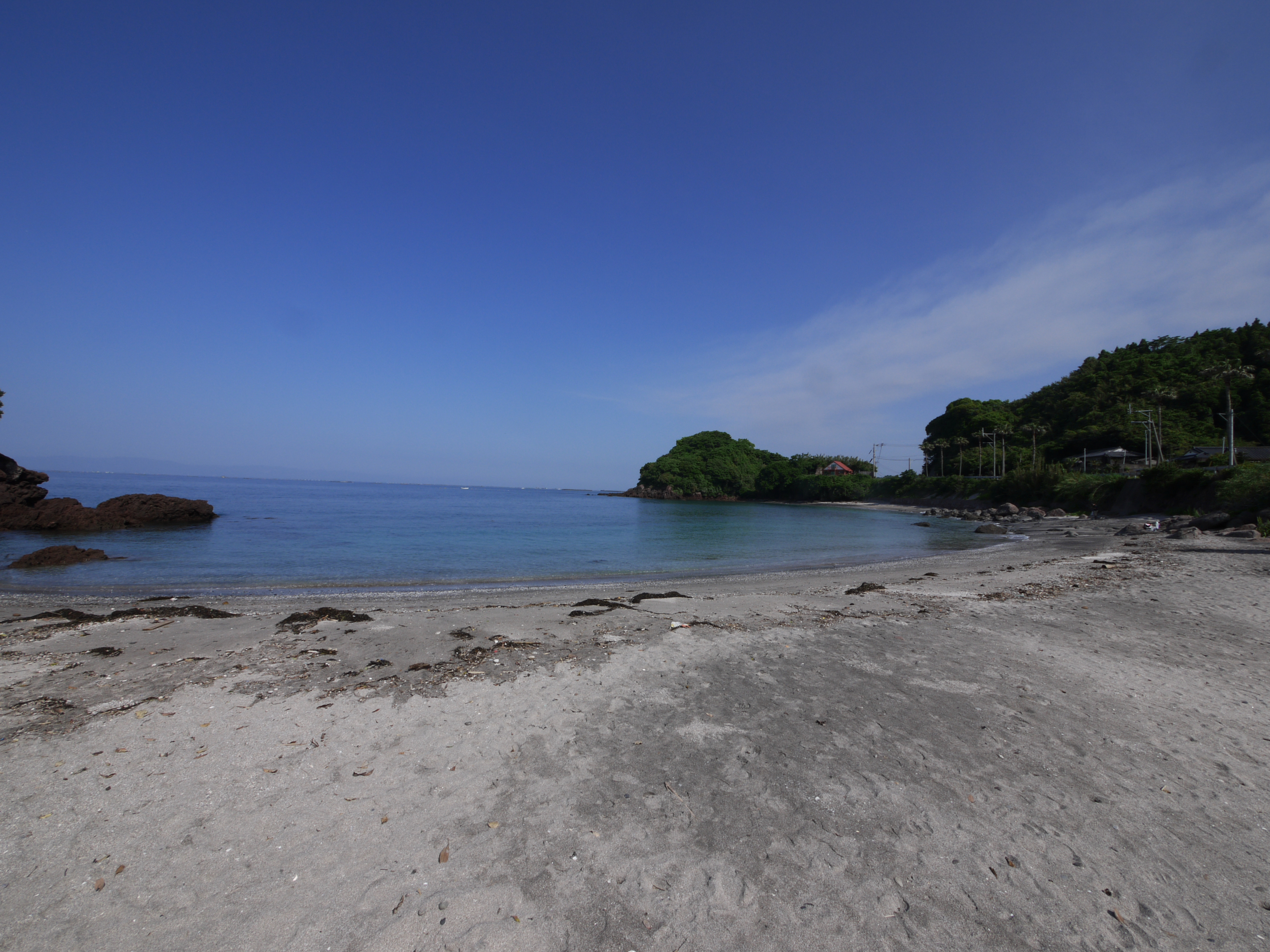
周囲の砂浜（2015年5月）
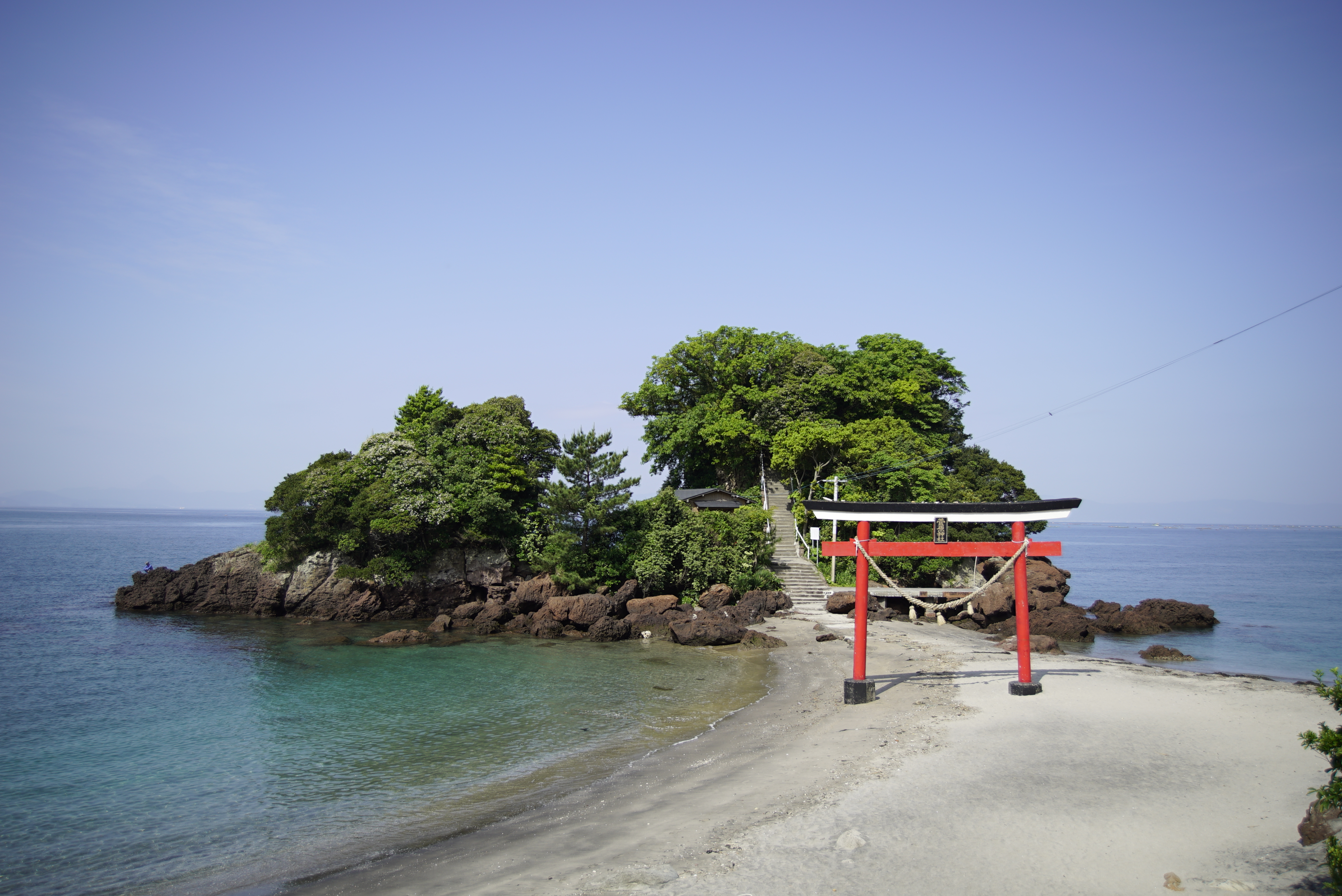
正面の様子（2015年5月）
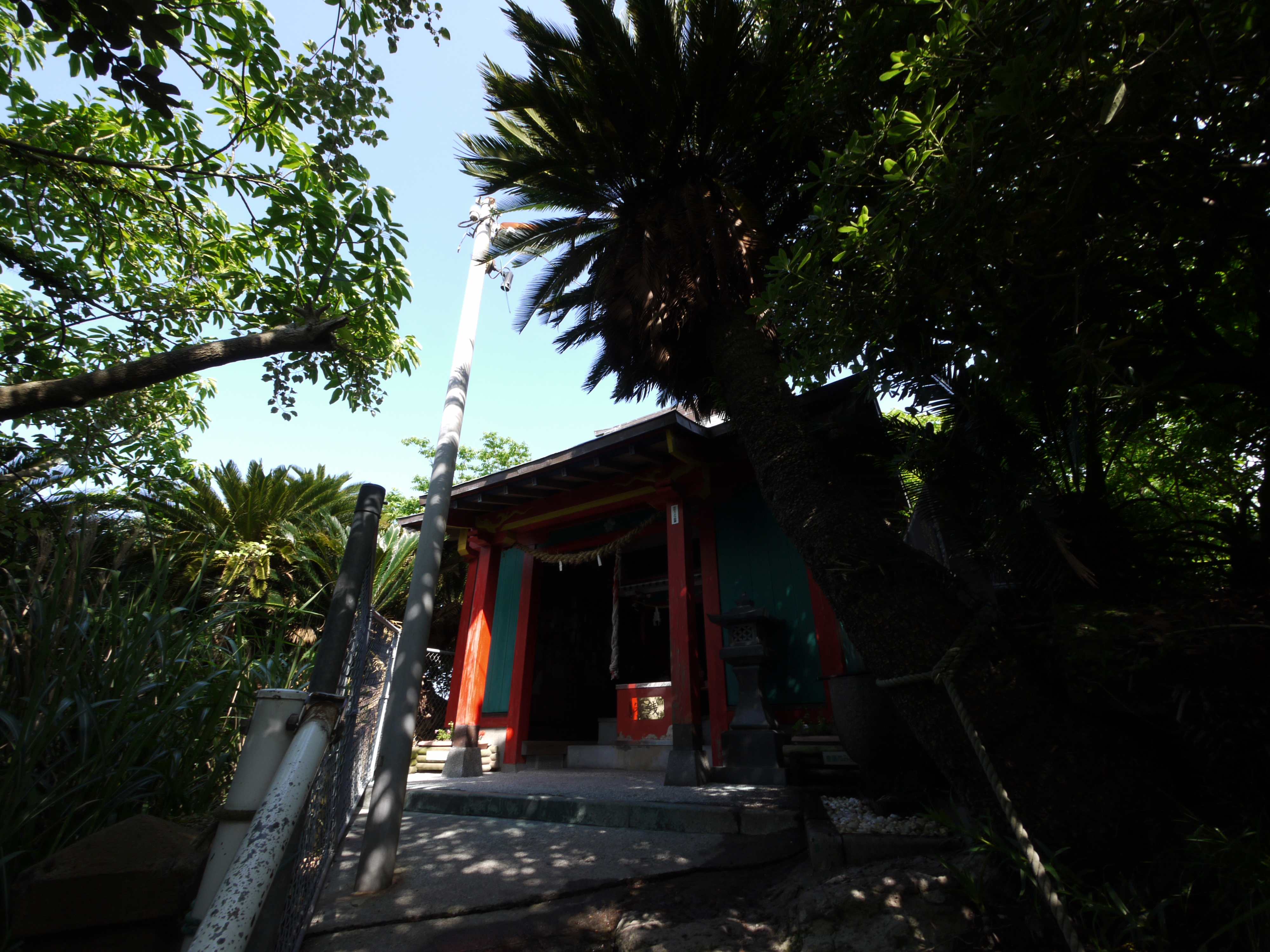
社殿（2015年5月）

## 交通
- 桜島のフェリーターミナル（桜島港）から国道224号・国道220号を経て県道68号、車で約1時間。